# Piotr Szymski
Piotr Szymski (ur. 23 stycznia 1912 w Myślenicach, zm. w 1969 w Gdańsku) – polski artysta malarz i rzeźbiarz, pedagog, działacz społeczny.

## Życiorys
Absolwent krakowskiej Akademii Sztuk Pięknych, uczeń Xawerego Dunikowskiego i profesora Stanisława Jareckiego. Dyplom z wyróżnieniem uzyskał w maju 1939. Na początku drugiej wojny światowej przebywał w Związku Sowieckim, później ukrywał się na terenie Podhala. W 1945 podjął pracę w Bursie Gimnazjum i Technikum Handlowego w Myślenicach. W 1949 zamieszkał w Malborku, gdzie w 1950 założył Ognisko Plastyczne, rok później przekształcone w jedną z ważniejszych wówczas placówek oświatowo-kulturalnych w województwie – Państwowe Ognisko Plastyczne. Był jego kierownikiem aż do swojej przedwczesnej śmierci. Tworzył m.in. pejzaże, martwe natury, sceny rodzajowe, portrety będące wnikliwym studium portretowanych osób, w tym autoportrety, oraz rzeźby gipsowe. 

## Wystawy
Za życia artysta nie zabiegał o wystawianie swoich prac. Pierwsza pośmiertna wystawa jego dzieł odbyła się w 1970 w Miejskich Salach Wystaw w Myślenicach. Drugą wystawę rzeźb i obrazów Piotra Szymskiego zorganizował w 1971 roku ZPAP w Sopocie, korzystając z prac będących własnością syna artysty, profesora Adama Szymskiego. Na tejże wystawie znalazło się 300 obrazów i 60 rzeźb artysty. Trzecia wystawa miała miejsce w Muzeum Regionalnym „Dom Grecki” (obecnie Muzeum Niepodległości) w Myślenicach w 2014. Zaprezentowano obrazy, rysunki i rzeźby z kolekcji własnej tegoż muzeum, wykonane przez artystę w latach 1934−1966. 

## Rodzina
Syn Piotra Szymskiego (ur. 1878 w Myślenicach, zm. 1947) i Anny z Ciaputów (ur. 1885, zm. 1943). Artysta miał trzy siostry i siedmiu braci. Jego żoną była Maria Kiełbińska. Z tego związku narodził się syn Adam Maria Szymski (ur. 1944 w Myślenicach) – architekt, nauczyciel akademicki, profesor nauk technicznych; mieszka w Szczecinie. Brat artysty, Antoni Szymski (ur. 30 marca 1921 w Myślenicach, zm. 6 sierpnia 1944 w Warszawie), był klerykiem nowicjuszem, redemptorystą, który w pierwszych dniach powstania warszawskiego został rozstrzelany przez 36 Dywizję Grenadierów SS‑Sturmbrigade „Dirlewanger”, składającą się z Niemców, Rosjan, Białorusinów i Ukraińców; był to zbiorowy mord 30 redemptorystów na warszawskiej Woli. Wnuczką brata artysty, Józefa, jest Jolanta Szymska-Wiercioch, ekonomistka, pisarka, antologistka, żona lekarza i pisarza Wojciecha Wierciocha.